# Deutsche Telekom Stiftung

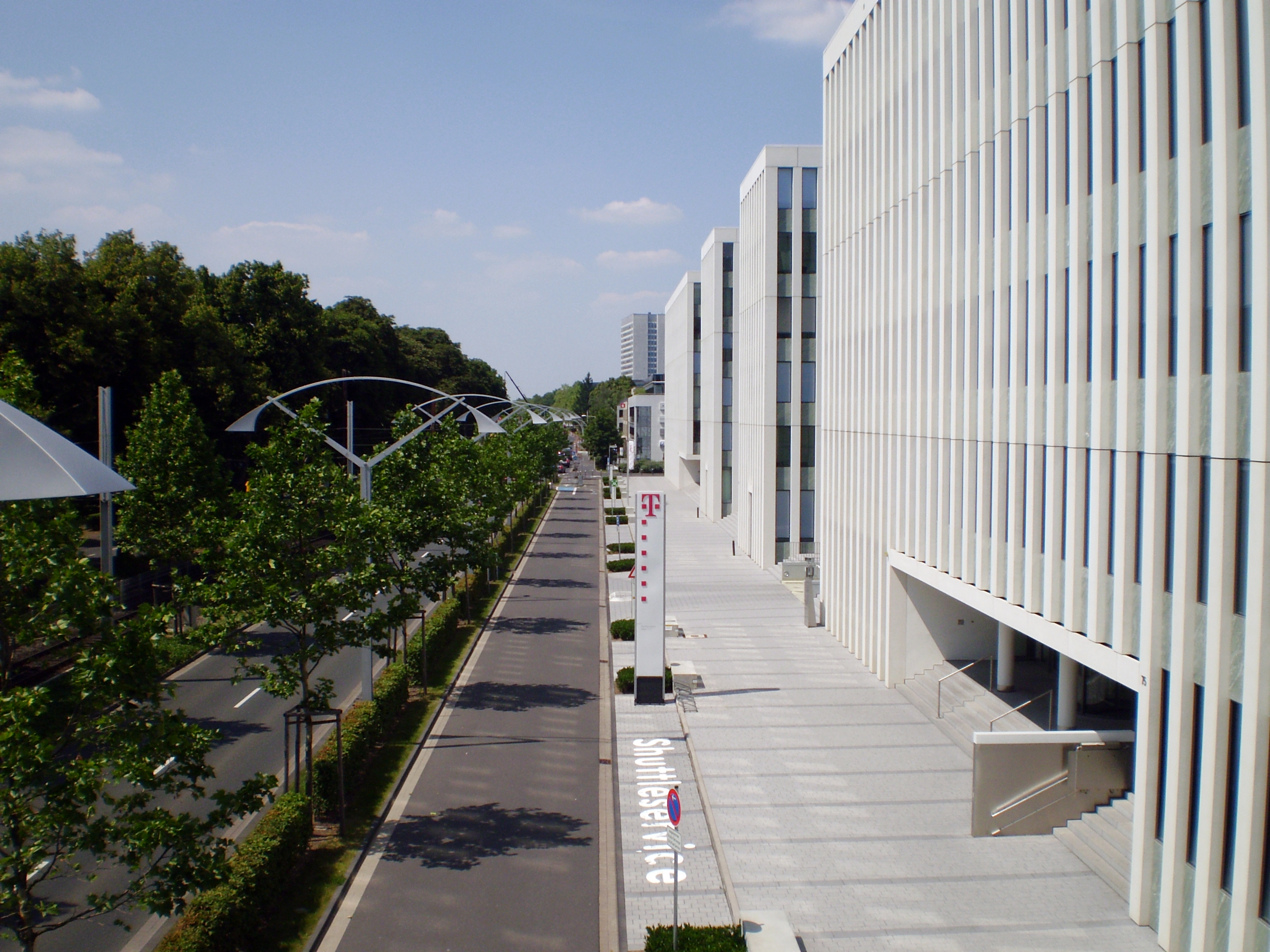
Office Port Bonn, seit 2019 Sitz der Stiftung

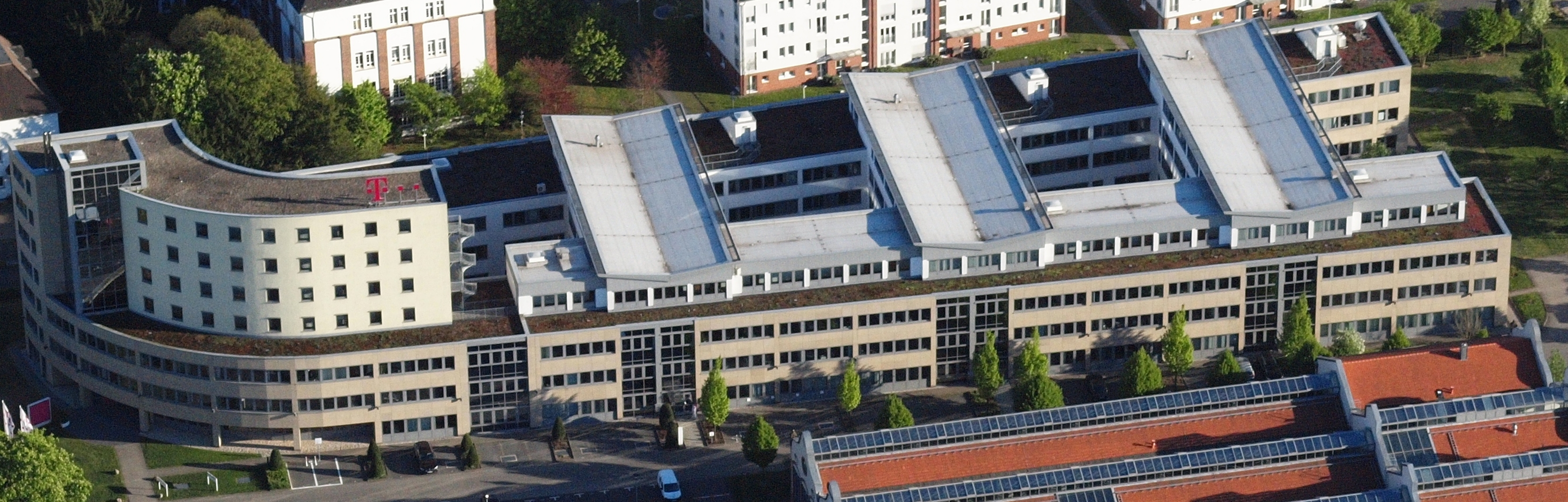
Graurheindorfer Straße 153, Stiftungssitz bis 2019

Die gemeinnützige Deutsche Telekom Stiftung wurde im Dezember 2003 von der Deutschen Telekom AG gegründet, um den Bildungs-, Forschungs- und Technologiestandort Deutschland zu stärken. Mit einem Kapital von 150 Millionen Euro gehört sie zu den großen Unternehmensstiftungen in Deutschland. Die Telekom Stiftung engagiert sich für gute Bildung in der digitalen Welt und konzentriert sich dabei auf die Fächer Mathematik, Informatik, Naturwissenschaften und Technik (die sogenannten MINT-Fächer).
Die Stiftung unterstützt Kinder und Jugendliche im Alter von 10 bis 16 Jahren dabei, das eigene Lernen innerhalb und außerhalb von Schule aktiv zu gestalten und so selbstverantwortlich wichtige Kompetenzen für den Bildungs- und Lebensweg zu erwerben. Zu diesen Kompetenzen gehören für die Stiftung solide fachliche und fachübergreifende Kenntnisse in Mathematik, Informatik, Naturwissenschaften und Technik als Teil der Allgemeinbildung.
Die Stiftung hat ihren Sitz in Bonn (Friedrich-Ebert-Allee 71–77, 53113 Bonn). Vorsitzender der Stiftung ist Thomas de Maizière. Weitere Vorstandsmitglieder sind Christian Illek und Ulrike Cress. Geschäftsführer der Stiftung ist Jacob Chammon.
Im Kuratorium der Telekom-Stiftung sitzen 19 Mitglieder: Timotheus Höttges (Vorsitzender des Kuratoriums), Birgit Bohle, Hans-Christian Boos, Martina Brockmeier, Ton de Jong, Udo Di Fabio, Vicki Felthaus, Michael Groß, Catarina Katzer, Wolfgang Kopf, Kerstin Marx, Claudia Nemat, Mai Thi Nguyen-Kim, Claudia Plattner, Manfred Prenzel, Jürgen Rüttgers, Thomas Sonnenburg, Bettina Stark-Watzinger, Johanna Wanka und Katharina Zweig.
Die Deutsche Telekom Stiftung ist Mitzeichner der Initiative Transparente Zivilgesellschaft.